# Coupe d'Islande de football 1967
Navigation
Édition précédente Édition suivante
La coupe d'Islande 1967 de football est la 8e édition de la Coupe nationale de football.
Elle s'est disputée du 29 juillet 1967 au 21 octobre 1967, avec la finale jouée au Melavöllur à Reykjavik.
La Coupe revêt une haute importance puisque le vainqueur est qualifié pour la Coupe des Coupes (Si un club gagne à la fois le championnat et la Coupe, c'est le finaliste de la Coupe qui prend sa place en Coupe des Coupes).
Les équipes de 1. Deild (1re division) ne rentrent qu'en quarts de finale de l'épreuve. Lors des tours précédents, les équipes de 2. Deild (2e division), ainsi que les équipes réserves s'affrontent en matchs simples. À partir des demi-finales, en cas de match nul, le match est rejoué, sinon un tirage au sort est effectué pour connaître le vainqueur.
Le KR Reykjavik remporte sa 7e Coupe en 8 saison en battant en finale le Vikingur Reykjavik, club de 2. Deild sur le score de 3 buts à 0.

## Tour préliminaire
| Équipe 1           | Résultat | Équipe 2           |
| ------------------ | -------- | ------------------ |
| Týr Vestmannaeyjar | 6 - 1    | þor Vestmannaeyjar |

## Premier tour
| Équipe 1             | Résultat | Équipe 2             |
| -------------------- | -------- | -------------------- |
| ÍA Akranes B         | 3 - 2    | ÍBK Keflavík B       |
| Vikingur Reykjavik B | 0 - 1    | UMF Selfoss          |
| FH Hafnarfjörður     | 6 - 1    | þrottur Reykjavik B  |
| Vikingur Reykjavik   | 3 - 2    | Breiðablik Kopavogur |
| þrottur Reykjavik    | 3 - 2    | Fram Reykjavik B     |
| Haukar Hafnarfjörður | 3 - 2    | Valur Reykjavik B    |
| KR Reykjavik B       | 3 - 2    | ÍBA Akureyri B       |
| ÍB Isafjörður        | 5 - 6    | Týr Vestmannaeyjar   |

## Deuxième tour
| Équipe 1            | Résultat | Équipe 2             |
| ------------------- | -------- | -------------------- |
| UMF Selfoss         | 1 - 3    | KR Reykjavik B       |
| Týr Vestmannaeyjar* | 6 - 6    | FH Hafnarfjörður B   |
| Vikingur Reykjavik  | 3 - 2    | Haukar Hafnarfjörður |
| þrottur Reykjavik   | 2 - 3    | IA Akranes B         |

* Týr Vestmannaeyjar vainqueur après tirage au sort

## Troisième tour
| Équipe 1       | Résultat | Équipe 2            |
| -------------- | -------- | ------------------- |
| KR Reykjavik B | 5 - 5    | Vikingur Reykjavik* |
| IA Akranes B   | 1 - 0    | Týr Vestmannaeyjar  |

* Vikingur Reykjavik vainqueur après tirage au sort

## Quarts de finale
- Entrée en lice des 6 clubs de 1. Deild

| Équipe 1             | Résultat | Équipe 2             |
| -------------------- | -------- | -------------------- |
| IA Akranes B         | 2 - 3    | Vikingur Reykjavik   |
| ÍBA Akureyri (D1)    | 6 - 6    | Fram Reykjavik* (D1) |
| KR Reykjavik (D1)    | 2 - 1    | ÍBK Keflavík (D1)    |
| Valur Reykjavik (D1) | 2 - 3    | ÍA Akranes (D1)      |

* Fram Reykjavik vainqueur après tirage au sort

## Demi-finales
| Équipe 1                | Résultat | Équipe 2       |
| ----------------------- | -------- | -------------- |
| Vikingur Reykjavik (D2) | 2 - 1    | IA Akranes     |
| Fram Reykjavik          | 3 - 3    | KR Reykjavik   |
| KR Reykjavik            | 1 - 0    | Fram Reykjavik |

## Finale
| 21 octobre 1967 | KR Reykjavik                                               | 3 - 0 | Vikingur Reykjavik (D2) | Melavöllur, Reykjavik |
|                 | Ellert B. Schram · Sigmundir Sigmunðsson · Gunnar Felixson |       |                         |                       |
|                 | (Rapport)                                                  |       |                         |                       |

- Le KR Reykjavik remporte sa 7e Coupe d'Islande et se qualifie pour la Coupe des Coupes 1968-1969.